# József Nagy (ur. 1934)
József Nagy (ur. 8 września 1934 w Budapeszcie) – węgierski bokser, olimpijczyk.
Odpadł w ćwierćfinale wagi muszej (do 51 kg) na mistrzostwach Europy w 1955 w Berlinie Zachodnim po przegranej z Wolfgangiem Behrendtem z Niemieckiej Republiki Demokratycznej. Na kolejnych mistrzostwach Europy w 1957 w Pradze przegrał pierwszą walkę w tej kategorii wagowej.
Przegrał w eliminacjach wagi koguciej (do 54 kg) na mistrzostwach Europy w 1959 w Lucernie z Zygmuntem Zawadzkim. Na igrzyskach olimpijskich w 1960 w Rzymie przegrał drugą walkę w tej kategorii z Horstem Rascherem ze wspólnej reprezentacji Niemiec.
Był mistrzem Węgier w wadze muszej w 1955 i 1956 oraz w wadze koguciej w 1960.